# Michajlo Ljubyč
Michajlo Jurijovyč Ljubyč (in ucraino Михайло Юрійович Любич?; in russo Михаил Юрьевич Любич?, Michail Jur'evič Ljubič; Charkiv, 25 febbraio 1959) è un matematico ucraino naturalizzato statunitense che ha dato importanti contributi ai campi della dinamica olomorfa e della teoria del caos.

## Biografia
Lyubich si è laureato presso l'Università di Charkiv con un master nel 1980 e ha conseguito il suo dottorato di ricerca presso l'Università nazionale dell'Uzbekistan nel 1984. Attualmente è professore di matematica alla Stony Brook University e il direttore dell'Istituto di Scienze Matematiche a Stony Brook. Dal 2002 al 2008 ha anche ricoperto il ruolo di Canada Research Chair presso l'Università di Toronto.
È accreditato con diversi importanti contributi allo studio dei sistemi dinamici. Nella sua tesi di dottorato del 1984, ha dimostrato risultati fondamentali sulla teoria ergodica e sulla stabilità strutturale della mappatura razionale. A causa di questo lavoro, la misura dell'entropia massima di una mappa razionale porta il suo nome (la misura di Mané-Lyubich). Nel 1999 ha pubblicato la prima prova non numerica dell'universalità delle costanti di Feigenbaum nella teoria del caos.
Nel 2010 ha ricevuto il premio Jeffery-Williams dalla Canadian Mathematical Society. Nel 2012 è diventato membro (fellow) dell'American Mathematical Society. Nel 2014 è stato selezionato come uno dei relatori plenari per l'ICM (International Congress of Mathematicians, Congresso internazionale dei matematici) a Seul.